# Stadslapp

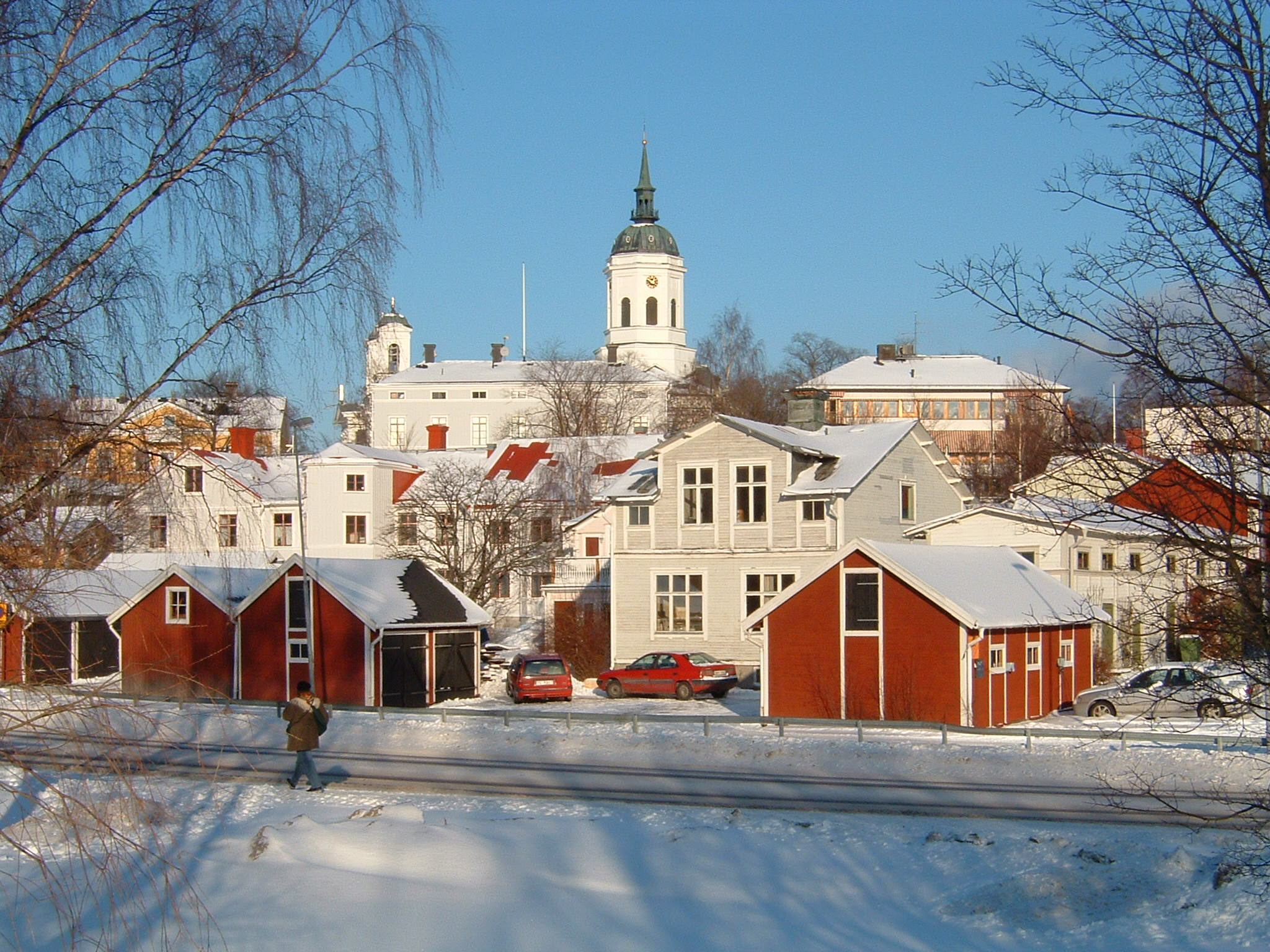
Härnösand, en av flera norrländska städer som hade anställda s.k. stadslappar.

Stadslappar var en yrkesgrupp bland samer i städer längs södra Norrlandskusten. De ägnade sig bland annat åt kastrering och avlivning av hästar och hundar, renhållning och rotslöjd. Deras motsvarighet på landsbygden kallades sockenlappar.
Yrkesgruppen är känd från städerna Gävle, Hudiksvall, Sundsvall och Härnösand under 1700-talets andra hälft och 1800-talets första decennier. Om stadslappen i Härnösand angavs 1824 att han "åtnjöt bostad samt stadens försvar mot att 2 gånger i veckan hålla snyggt i staden". Dessutom hade han uppdraget att hålla borta boskap och skjuta herrelösa hundar. Bostaden var förlagd till en kåta på Härnösandsskogen. Även i Sundsvall ansvarade stadslappen för renhållning.
En stuga som under första halvan av 1800-talet ägdes av Hudiksvalls stadslapp Lars Jonsson Häll har bevarats, men står ej kvar på ursprunglig plats. Stugan var från början nästan kvadratisk och hade en eldstad med en bakugn som gick till baksidan av huset. Från början stod bostaden på en skogssamisk bosättning i Medskog, Forsa socken strax väster om Hudiksvall. På platsen har arkeologen Gunilla Larsson funnit en källargrop samt syllstenar efter en kvadratisk stuga och ett härbre. Andra lämningar tyder på att samerna i Medskog bedrev skogsrenskötsel och tjärbränning. Larsson har identifierat en mellansvensk samisk bostadstyp, dokumenterad i Hälsingland och norra Uppland. Bostäderna var nästan kvadratiska enrumsstugor som skiljer sig från böndernas stugor under samma tid men uppvisar vissa likheter med den klassiska skogssamiska timmerkåtan.